# Lagoa do Pau Pique
Lagoa do Pau Pique (portugiesisch ‚See des spitzen Stocks‘) ist ein See in Portugal auf der Azoren-Insel São Miguel im Kreis Ponta Delgada. Der See liegt im Krater eines Vulkanschlots am Rande der Serra Devassa. Er ist etwa 0,15 ha groß und befindet sich auf einer Höhe von etwa 700 m über dem Meeresspiegel.